# John Twomey (Leichtathlet)
John Twomey (* 10. September 1923; † 28. April 2025 in Sarasota, Florida) war ein US-amerikanischer Mittel- und Langstreckenläufer.
Bei den Panamerikanischen Spielen 1951 in Buenos Aires gewann er Silber über 5000 m und Bronze über 1500 m.
1949 und 1950 wurde er US-Meister über 1500 m.

## Persönliche Bestzeiten
- 1500 m: 3:50,2 min, 5. Juli 1950, Turku
- 1 Meile: 4:09,8 min, 9. Juni 1950, Los Angeles
- 5000 m: 14:57,5 min, 1. März 1951, Buenos Aires